# 파라과이의 코로나19 범유행
다음은 파라과이(Paraguay)에서 일어나고 있는 코로나19 범유행에 대한 글이다.

## 개요
2020년 3월 20일, 첫 사망과 첫 번째 지역 사회 전파 사건이 확인되었다. 정부는 4월 12일까지 총 격리를 선언했으며 3월 28일까지 자유 운동이 완전히 제한되었다.

## 연혁
- 3월 7일: 첫 번째 사건이 아순시온에서 확인되었다. 환자는 에콰도르 과야킬에서 넘어온 32세의 남자이다.[4][5]
- 3월 10일: 파라과이는 15일 동안 공립 학교 세션 및 대규모 공공 및 민간 행사를 중단했다.[6][7]
- 3월 13일: 파라과이가 유럽에서 오는 항공편을 중단했다.[8]
- 3월 15일: 파라과이는 국경의 일부 폐쇄, 제한된 군중 및 야간 통행 금지를 부과 함을 확인하였다.[9]
- 3월 20일: 파라과이는 코로나 바이러스로 인한 첫 번째 사망을 확인하고 4월 12일까지 이전에 발표 된 검역을 연장하고 지난 1주일 동안 사회적 격리 정책을 요구했다 (종합적 봉쇄정책).[10]

## 같이 보기
- 남아메리카의 코로나19 범유행